# Frank Spaniol

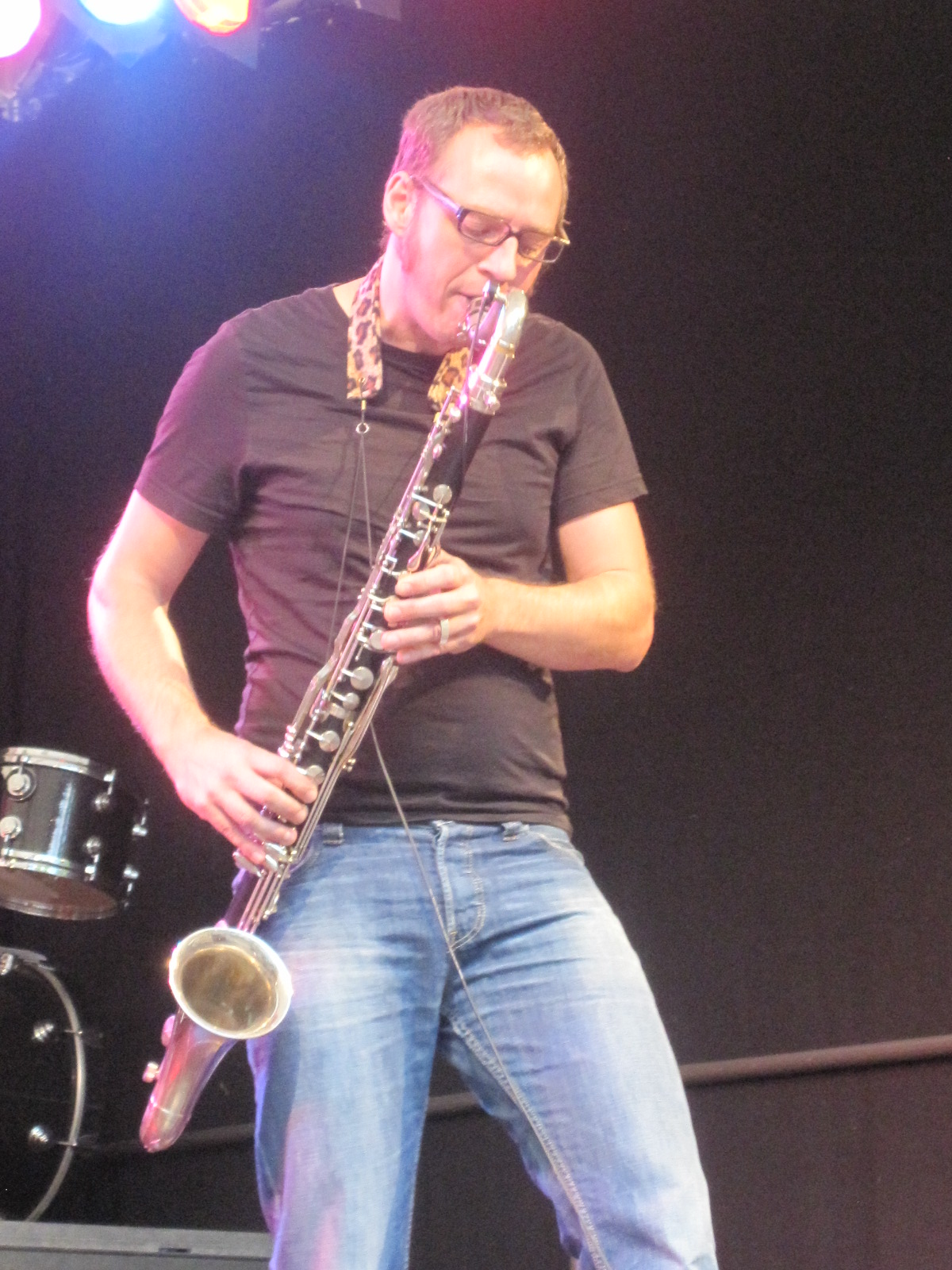
Frank Spaniol (2012)

Frank Spaniol (* 1971 in Neunkirchen, Saarland) ist ein deutscher Jazzmusiker (Saxophone, Flöte, Bassklarinette).

## Leben und Wirken
Spaniol wuchs im Saarland auf und begann mit 14 Jahren Klarinette zu spielen; im Alter von 17 Jahren wechselte er zum Saxophon. Ein frühes musikalisches Vorbild war Sonny Rollins. Nach dem Abitur studierte er zunächst drei Jahre Maschinenbau, ab 1994 Jazz an der Hochschule für Musik Mainz bei Peter Reiter. 
Seit 2003 lebt Spaniol in Berlin, spielte u. a. im Quartett des Gitarristen Benedikt Reidenbach und arbeitete mit eigenen Bandprojekten wie SPANIOL4, für die er komponiert und arrangiert. 2004 erschien das Quartettalbum Acoustic Jazz (Rodenstein Records, mit Markus Bodenseh, Ulf Kleiner, Sebastian Merk), das in Zusammenarbeit mit dem Saarländischen Rundfunk produziert wurde. Bis 2013 folgten in gleicher Besetzung die Alben Loon, Into Deep und zuletzt The Trip. 
Weitere Bandprojekte im Bereich des Jazz sind Polyphonix (mit Thomas Siffling) und das Ernie Hammes Quartett; ferner arbeitete er mehr als 15 Jahre mit der international tourenden Formation DePhazz sowie dem Heidelberger Organisten Johannes Bartmes zusammen. In seiner Heimatregion spielte er außerdem mit Ro Gebhardt und im Europool Orchestra von Christoph Mudrich.

## Preise und Auszeichnungen
2004 erhielt Spaniol das Arbeitsstipendium Jazz der Stadt Frankfurt 2008 erreichte Spaniol4 im Finale des Neuen Deutschen Jazzpreises den zweiten Platz.

## Diskographische Hinweise
- Polyphonix: Alarm (Jazz 'n Arts-Records, 2000)
- Diethelm Duo: …and nothing beyond (Klangraum Records)
- Spaniol4: The Trip (Klangraum Records, 2013)